# Lápafő
Lápafő è un comune dell'Ungheria centro-meridionale di 197 abitanti (dati 2008). È situato nella contea di Tolna.